# 定数変化法
数学における係数変化法（けいすうへんかほう、英: variation of parameters）または定数変化法（じょうすうへんかほう、ていすうへんかほう、英: variation of constants）は線型非斉次な常微分方程式の一般解法である。ラグランジュの定数変化法と呼ばれることもある。
一階の非斉次線型微分方程式は、かなり労力の少ない積分因子や未定係数法を通じて解けるのが普通であるが、それらは推測から来る経験則として利用するもので、しかもすべての非斉次微分方程式に対してうまくいくわけではない。
定数変化法は線型偏微分方程式にも拡張することができて、具体的に熱方程式、波動方程式、振動板方程式などの線型発展方程式の非斉次問題が解ける。この設定での定数変化法を用いた解法は、むしろデュアメルの原理としてよく知られている。この呼称は、非斉次熱方程式の解法として定数変化法を初めて適用したジャン＝マリー・デュアメルに因むものであり、一般の定数変化法をデュアメルの原理と呼ぶこともある。

## 解法の説明
階数 n の非斉次常微分方程式
{\displaystyle {\text{(i) }}\quad y^{(n)}(x)+\sum _{i=0}^{n-1}a_{i}(x)y^{(i)}(x)=b(x)}
が与えられたとき、y1, …, yn を対応する斉次方程式
{\displaystyle {\text{(ii) }}\quad y^{(n)}(x)+\sum _{i=0}^{n-1}a_{i}(x)y^{(i)}(x)=0}
の解の基本系とすると、もとの非斉次方程式のひとつの特殊解が
{\displaystyle {\text{(iii) }}\quad y_{p}(x)=\sum _{i=1}^{n}c_{i}(x)y_{i}(x)}
で与えられる。ここで、ci(x) は連続函数で方程式
{\displaystyle {\text{(iv) }}\quad \sum _{i=1}^{n}c_{i}'(x)y_{i}^{(j)}(x)=0\quad (j=0,\ldots ,n-2)}
を満足する。(iii) を (i) に代入して (iv) を適用すれば
{\displaystyle {\text{(v) }}\quad \sum _{i=1}^{n}c_{i}'(x)y_{i}^{(n-1)}(x)=b(x)}
を得る。yi(x) たちは線型独立だから、条件を満たすにはすべての x および i に対して ci′ = 0 でなければならない。従って、b(x) = 0 の場合には、すべての ci(x) が x に無関係な定数になる。
この n 本の線型方程式系はクラメルの公式を用いて解くことができて、
{\displaystyle c_{i}'(x)={\frac {W_{i}(x)}{W(x)}},\quad (i=1,\ldots ,n)}
が導かれる。ただし、W(x) は解の基本系のロンスキー行列式で、Wi(x) は基本系のロンスキー行列式の第 i-列を (0, 0, …, b(x)) で置き換えたものとする。
ゆえに、非斉次方程式の特殊解は
{\displaystyle \sum _{i=1}^{n}\left[\int {\frac {W_{i}(x)}{W(x)}}dx\right]y_{i}(x)}
と書くことができる。

## 例

### 特定の二階方程式
方程式
{\displaystyle y''+4y'+4y=\cosh {x}}
を解くことを考える。一般解を求めるために、斉次方程式
{\displaystyle y''+4y'+4y=0}
を解くと、この固有多項式は
{\displaystyle \lambda ^{2}+4\lambda +4=(\lambda +2)^{2}}
で、固有値 −2 は重根であるから、u1 = e−2x および u2 = xe−2x が基本解となる。これらのロンスキー行列式は
{\displaystyle {\begin{vmatrix}e^{-2x}&xe^{-2x}\\-2e^{-2x}&-e^{-2x}(2x-1)\end{vmatrix}}=e^{-4x}}
である。これは 0 でないから、この二つの函数は確かに斉次方程式の一般解を生成する。
従って、A(x)u1 + B(x)u2 が非斉次方程式の一般解となるような A(x), B(x) を求めればよいが、それには積分
{\displaystyle A(x)=-\int {1 \over W}\,u_{2}(x)b(x)\,dx,\quad B(x)=\int {1 \over W}\,u_{1}(x)b(x)\,dx}
を計算すればよい。結局、
{\displaystyle {\begin{cases}A(x)=-\int xe^{2x}\cosh {x}\,dx=-{1 \over 18}e^{x}(9(x-1)+e^{2x}(3x-1))+C_{1}\\B(x)=\int e^{2x}\cosh {x}\,dx={1 \over 6}e^{x}(3+e^{2x})+C_{2}\end{cases}}}
が求まる。ただし、C1, C2 は積分定数である。

### 一般の二階方程式
微分方程式
{\displaystyle u''+p(x)u'+q(x)u=f(x)}
を解くにあたって、D を微分演算子として線型微分作用素
{\displaystyle L=D^{2}+p(x)D+q(x)}
を定義すると、L および f(x) が既知として、方程式 Lu = f を u に関して解けばよい、ということになる。
定数変化法を用いるために、まずは対応する斉次方程式
{\displaystyle u''+p(x)u'+q(x)u=0}
を解かねばならない。この方程式は二階であるから、線型独立な二つの解 u1, u2 が得られれば、定数変化法を適用することができる。
求める微分方程式の一般解 uG は
{\displaystyle u_{G}(x)=A(x)u_{1}(x)+B(x)u_{2}(x)}
の形をしているはずである。ただし、A(x), B(x) は未知で、u1(x), u2(x) は斉次方程式の解である。A(x) と B(x) がともに定数ならば LuG = 0 となるのは明らかである。A = A(x), B = B(x) は
{\displaystyle A'(x)u_{1}(x)+B'(x)u_{2}(x)=0}
となるものと仮定すると、
{\displaystyle u_{G}'(x)=A(x)u_{1}'(x)+B(x)u_{2}'(x)}
となり、さらに微分して
{\displaystyle u_{G}''(x)=A(x)u_{1}''(x)+B(x)u_{2}''(x)+A'(x)u_{1}'(x)+B'(x)u_{2}'(x)}
を得る。従って、L の uG への作用は
{\displaystyle Lu_{G}=A(x)Lu_{1}(x)+B(x)Lu_{2}(x)+A'(x)u_{1}'(x)+B'(x)u_{2}'(x)}
と書くことができるが、u1 と u2 は斉次方程式の解だから
{\displaystyle Lu_{G}(=f)=A'(x)u_{1}'(x)+B'(x)u_{2}'(x)}
となる。
以上から連立方程式
{\displaystyle {\begin{pmatrix}u_{1}(x)&u_{2}(x)\\u_{1}'(x)&u_{2}'(x)\end{pmatrix}}{\begin{pmatrix}A'(x)\\B'(x)\end{pmatrix}}={\begin{pmatrix}0\\f\end{pmatrix}}}
が得られたので、A(x), B(x) を求めるために、これを A′, B′ について解くと
{\displaystyle {\begin{pmatrix}A'(x)\\B'(x)\end{pmatrix}}={1 \over W}{\begin{pmatrix}u_{2}'(x)&-u_{2}(x)\\-u_{1}'(x)&u_{1}(x)\end{pmatrix}}{\begin{pmatrix}0\\f\end{pmatrix}}}
を得る。ただし W は u1 と u2 のロンスキー行列式である（u1 と u2 が線型独立であるという仮定から W が 0 でないことは分かっている）。ゆえに
{\displaystyle A(x)=-\int {1 \over W}\,u_{2}(x)f(x)\,dx,\quad B(x)=\int {1 \over W}\,u_{1}(x)f(x)\,dx}
を得る。
斉次方程式が比較的容易に解ける限り、この方法で非斉次方程式の一般解の係数を計算することができて、非斉次方程式の完全な一般解を決定することができる。
A(x) も B(x) も任意定数（積分定数）を除いて定まる点に注意。元々の方程式が二階だったので、積分定数が2個出ることは予期されることである。A(x) または B(x) に定数を加えても、L は線型だから、LuG(x) の値は変わらない。